# 天目山果瓣螺
天目山果瓣螺（學名：Carychium tianmuchanense）是耳螺目耳螺科果瓣螺属（又名罌粟蝸牛屬，舊屬肺螺亚纲基眼目），由陳德牛於1992年命名及描述，發現於中華人民共和國浙江省天目山亚热带森林的土壤中，後來也在陝西省發現。本物種與同屬的西伯利亚果瓣螺近似。